# ليبيا في بطولة العالم للرياضات المائية 2019
شاركت ليبيا في بطولة العالم للألعاب المائية 2019 التي أقيمت في مدينة غوانجو بدولة كوريا الجنوبية في الفترة من 12 الى 28 يوليو 2019.

## السباحة
شاركت ليبيا بعدد 2 سباحين في البطولة.
| اسم الرياضي | الحدث            | الحرارة | الحرارة | نصف النهائي | نصف النهائي | النهائي  | النهائي  |
| اسم الرياضي | الحدث            | الزمن   | الترتيب | الزمن       | الترتيب     | الزمن    | الترتيب  |
| ----------- | ---------------- | ------- | ------- | ----------- | ----------- | -------- | -------- |
| عدي حسونة   | 100متر سباحة حرة | 52.34   | 77      | لم يتأهل    | لم يتأهل    | لم يتأهل | لم يتأهل |
| عدي حسونة   | 200متر سباحة حرة | 1:53.74 | 54      | لم يتأهل    | لم يتأهل    | لم يتأهل | لم يتأهل |
| محمد جبالي  | 50متر سباحة حرة  | 25.44   | 104     | لم يتأهل    | لم يتأهل    | لم يتأهل | لم يتأهل |
| محمد جبالي  | 50متر سباحة حرة  | 27.53   | 73      | لم يتأهل    | لم يتأهل    | لم يتأهل | لم يتأهل |